# Chronic Town
Chronic Town – pierwszy minialbum zespołu R.E.M., wydany w 1982 roku.

## Utwory
1. "1,000,000" – 3:06
2. "Stumble" – 5:40
3. "Wolves, Lower" – 4:10
4. "Gardening at Night" – 3:29
5. "Carnival of Sorts (Box Cars)" – 3:54

## Autorzy
- Bill Berry - perkusja
- Peter Buck - gitara
- Mike Mills - gitara basowa
- Michael Stipe - wokal